# 1674 Groeneveld
1674 Groeneveld è un asteroide della fascia principale. Scoperto nel 1938, presenta un'orbita caratterizzata da un semiasse maggiore pari a 3,2057594 au e da un'eccentricità di 0,1226381, inclinata di 2,66474° rispetto all'eclittica.
L'asteroide è dedicato all'astronoma olandese Ingrid van Houten-Groeneveld.